# Turrbal
Turrbal je australský domorodý jazyk, spojený s kmenem Turrbalů. Tradičně se používal v oblasti města Brisbane v Queenslandu. Ke kmeni Turrbalů se hlásí jen okolo 50 lidí, kolik z nich ovládá jazyk turrbal není známo, je možné že je již vymřelý.
Jazyk turrbal má 4 dialekty: jandai, nunukul; yagara a turrbul. Podle práce lingvisty Dixona z roku 2002 byli tyto dialekty, z nichž všechny jsou již vymřelé, za samostatné jazyky.
Z dialektu yagara pochází slovo yakka, které v australské angličtině označuje práci. Z turrubalského označení pro bodák pochází název brisbanského magazínu Meanjin.

## Ukázka
Některá slova a fráze v jazyce turrbal:
- Rameno: Giga
- Chlapec: Gibarr
- Kamarád: Yuingin
- Hvězdy: Mirragin
- Dobrý den: Galang nguruindhau